# Пегніц
Пегніц (нім. Pegnitz) — місто в Німеччині, розташоване в землі Баварія. Підпорядковується адміністративному округу Верхня Франконія. Входить до складу району Байройт.
Площа — 100,03 км2. Населення становить 13 271 ос. (станом на 31 грудня 2020).